# Saint Guirec
Saint Guirec ou saint Guevroc ou saint Guéroc ou saint Kirecq ou saint Kirec ou saint Kireg est un saint breton, venu de l'île de Bretagne (Grande-Bretagne actuelle) en Bretagne continentale, considéré comme saint par l'Église catholique sans avoir été le sujet d'une canonisation formelle ; en effet, au cours du premier millénaire, l'Église n'avait pas encore défini les règles canoniques définitives pour la reconnaissance des saints. Disciple de saint Tugdual, il aurait été moine dans la région de Tréguier, en Bretagne armoricaine.

## Saint Guirec selon la Tradition
Albert Le Grand en 1636 dans son livre  Les vies des saints de la Bretagne Armorique : ensemble un ample catalogue chronologique et historique des evesques d'icelle... et le catalogue de la pluspart des abbés, blazons de leurs armes et autres curieuses recherches consacre un chapitre à La vie de saint Guevroc ou Kirecq :
Saint Guirec aurait été l'un des 70 « meilleurs et plus vertueux religieux » (il aurait reçu l'habit de religieux dans le monastère de saint Tugdual au Pays de Galles) à avoir accompagné saint Tugdual dans sa traversée de la Manche lorsqu'il vint des îles Britanniques en Armorique. La légende dit qu'il aurait débarqué sur la plage de Saint-Guirec en Ploumanac'h. Il aurait vécu quelque temps au monastère de Tréguier près de saint Tugdual et ce dernier l'aurait envoyé, accompagné de quatorze religieux, fonder un nouveau monastère près de la ville de Kerfeunteun (actuellement Lanmeur). Saint Guirec aurait été bien accueilli par les habitants de Kerfeunteun (Lanmeur), mais « désireux de la retraite et solitude, ne voulut batir dans la ville ni des fauxbourgs, mais plus haut que le port (aujourd'huy le havre de Toull ar c'hirri) , à une lieue de la ville sur une longe de terre qui avançoit en la mer, à l'embouchure de la rivière de Menou, où est encore à présent l'église tréviale de Loc-Kirecq, autre fois nommé le monastère de Land-Guevroc ». Saint Guirec se serait servi de débris d'habitations romaines qui se trouvaient là pour construire ce monastère et il serait resté six ans à sa tête, puis aurait fait élire un autre abbé à sa place pour se rendre dans la paroisse de Ploudaniel, « où il s'arresta en une petite vallée fort sombre, située au pied d'une époisse forest, lequel lieu fut depuis de son nom appelé Traoun-Guevroc, c'est-à-dire le « val de Guevroc », où il édifia premièrement une petite chapelle de rameaux d'arbres, et auprès une petite chambrette, et demeura en ce lieu deux ans entiers, vivant dans une admirable abstinence et solitude ». Il y aurait reçu la visite de saint Pol lequel, après avoir dû insister vivement, aurait réussi à le faire venir près de lui en la ville d'Occismor (Saint-Pol-de-Léon), en le faisant grand vicaire de son diocèse.
Plusieurs miracles lui sont attribués de son vivant, dont la guérison d'une lingère devenue paralysée pour avoir travaillé un dimanche et qui fut, après repentance, guérie par saint Guevroc (saint Guirec) : « elle donna sa maison à saint Guevroc, qui la convertit en une chapelle, laquelle fut dédiée à Notre-Dame et nommée Nostre Dame de Creis-Ker (c'est-à-dire du « milieu de la ville »), laquelle fut rebastie plus magnifique par le duc Jean le Conquéreur ».
Alors qu'il visitait le diocèse de Léon, il tomba malade à Landerneau où il mourut vers 547. Son corps fut inhumé dans le monastère de Lockirecq (ou Land-Guevroc) qu'il avait fondé.

## Ses traces et son culte dans la Bretagne actuelle

### Toponymie
- Locquirec : Loc (« lieu dédié au culte » en breton) de saint Guirec
- Perros-Guirec :  mots bretons Penn (« cap, bout, extrémité ») et roz (« coteau, colline ») de saint Guirec, donc le promontoir de saint Guirec.
  - La plage de Saint-Guirec, dite aussi anse Saint-Guirec en Ploumanac'h (commune de Perros-Guirec), site de l'oratoire de Saint-Guirec, bordée par la chapelle Saint-Guirec.

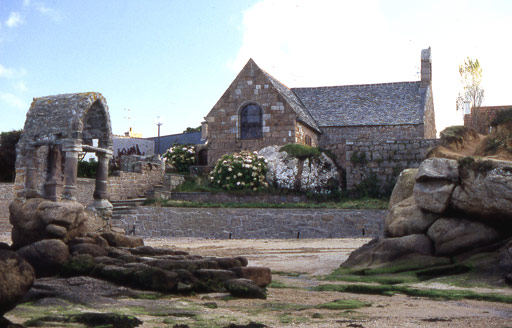
L'Oratoire de Saint-Guirec et la chapelle Saint-Guirec à Ploumanac'h
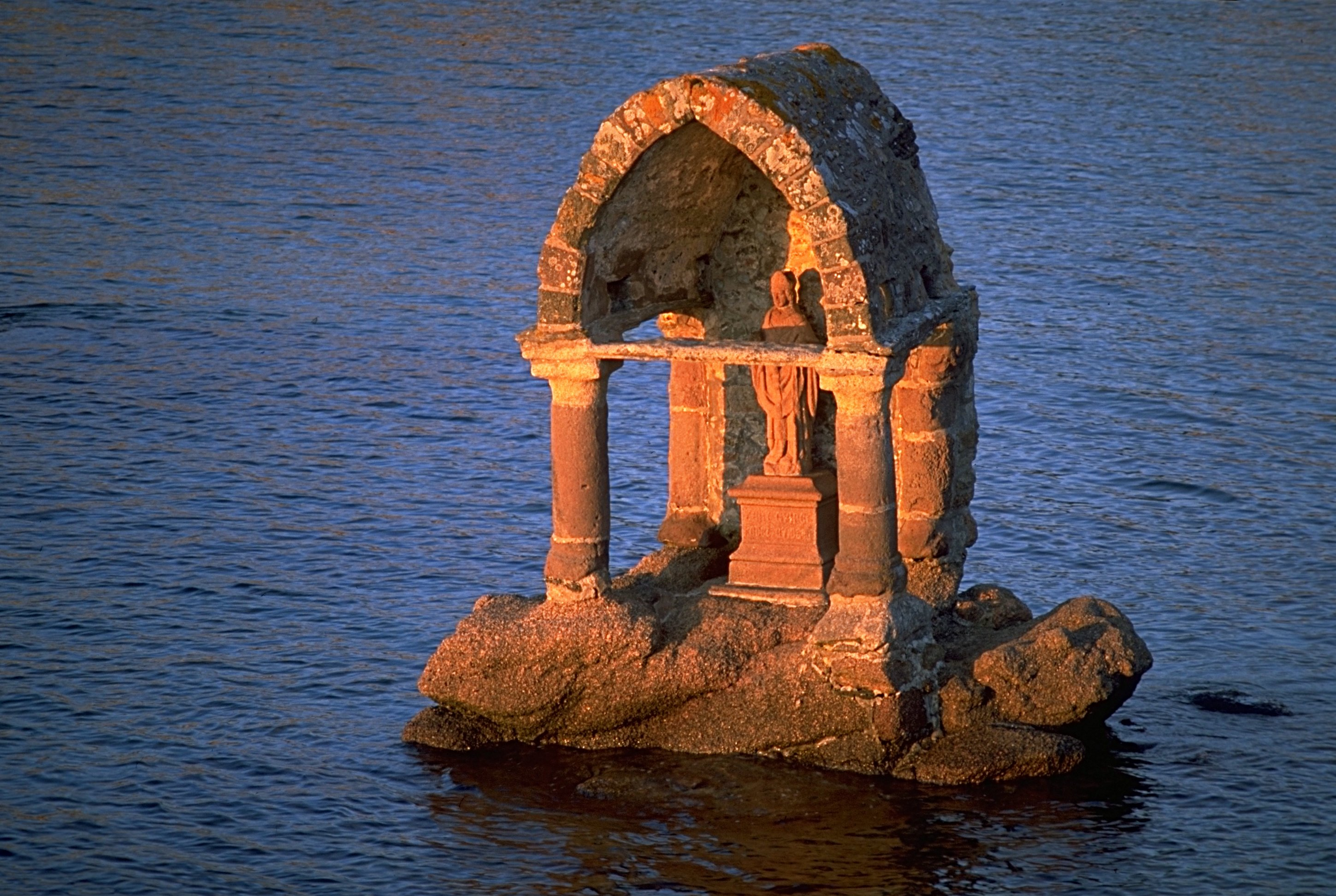
L'Oratoire de Saint-Guirec sur la plage de l'Anse Saint-Guirec
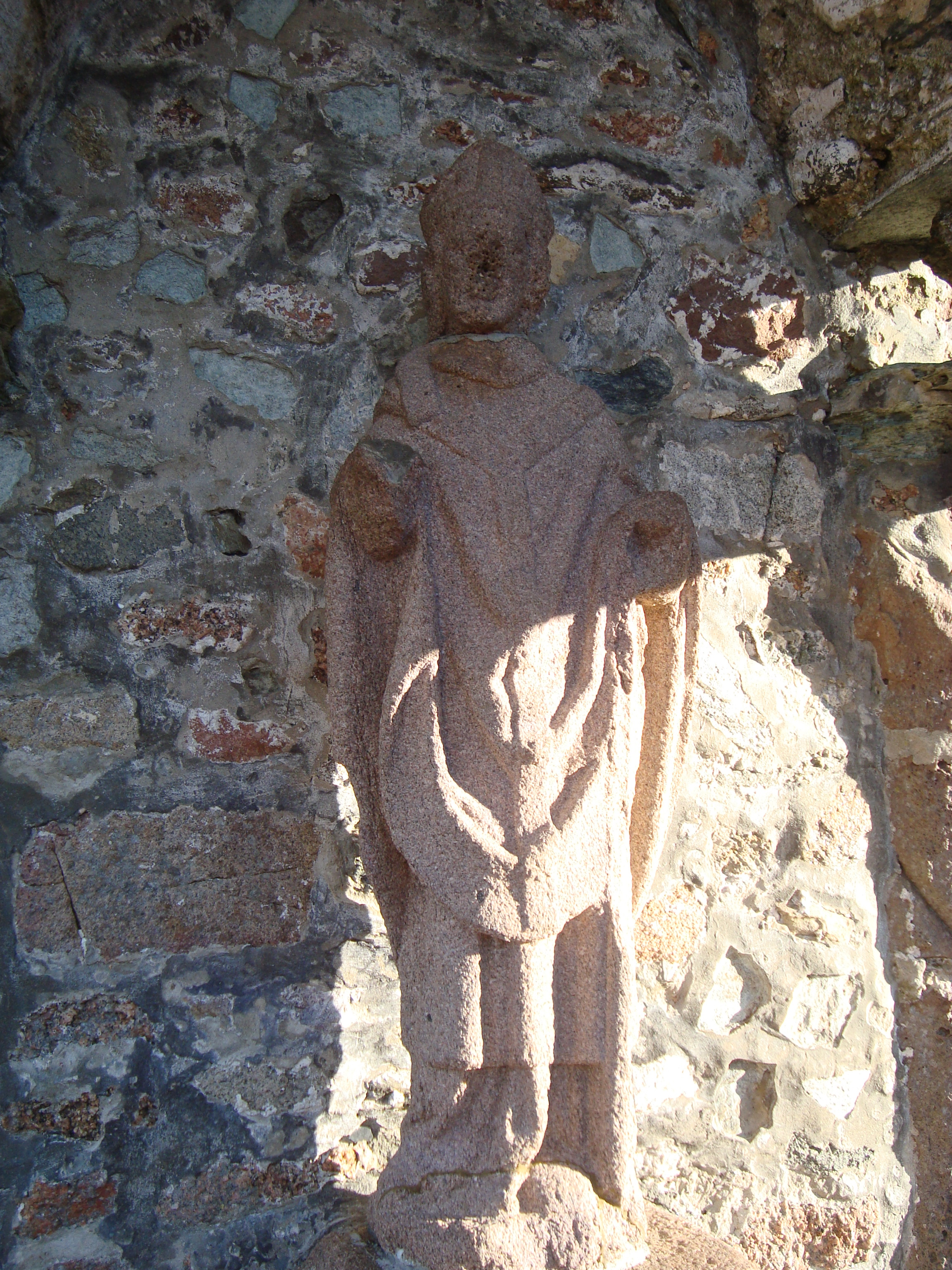
La statue de saint Guirec dans l'Oratoire de Saint-Guirec

### Lieux de culte
- L'oratoire de Saint-Guirec et la chapelle Saint-Guirec à Ploumanac'h, déjà cités précédemment
- La chapelle Saint-Guevroc sur les dunes de Keremma en Tréflez
- La paroisse de Lanneuffret était initialement sous le vocable de saint Guévroc

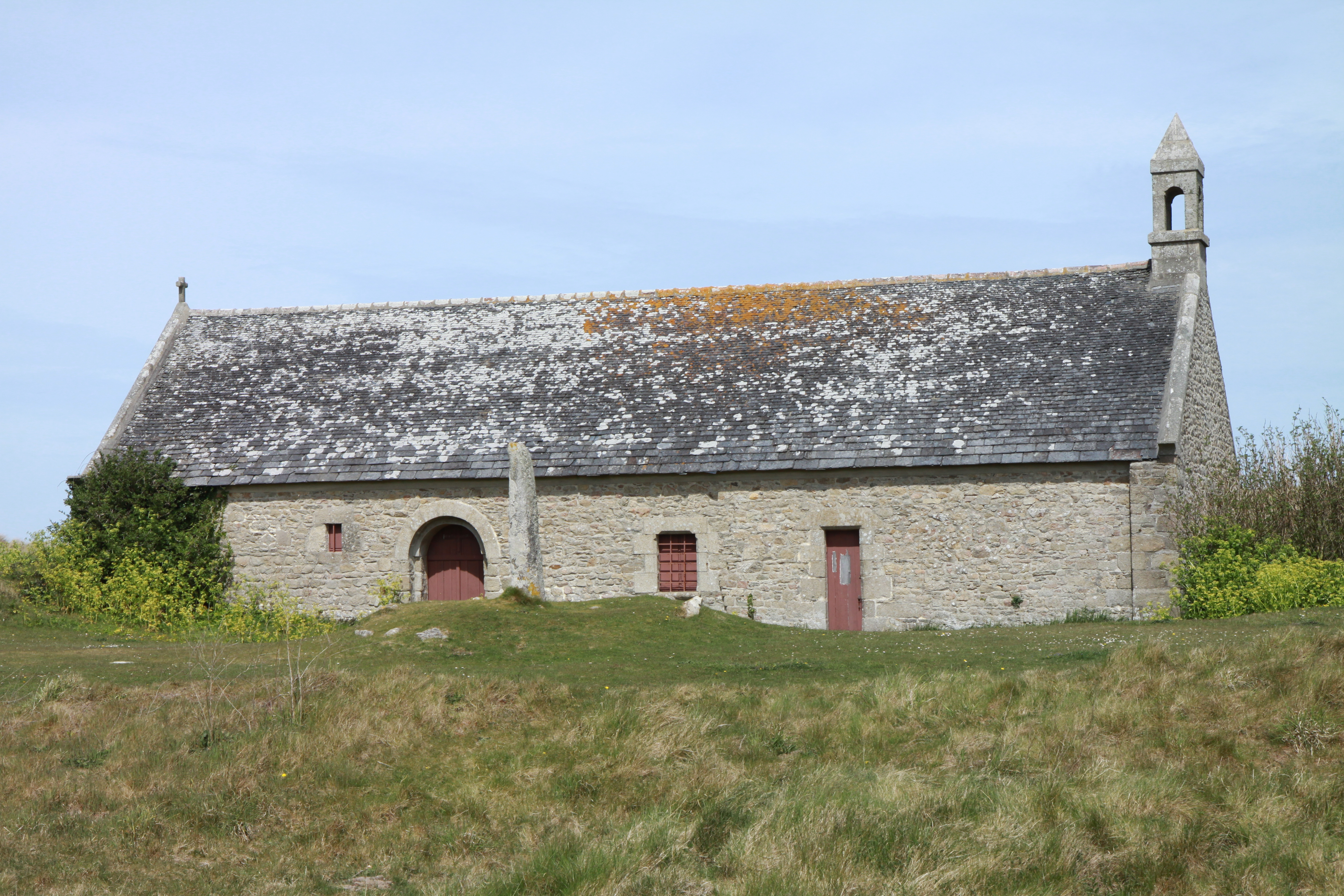
La chapelle Saint-Guevroc sur les dunes de Keremma